# Serie GeForce 40

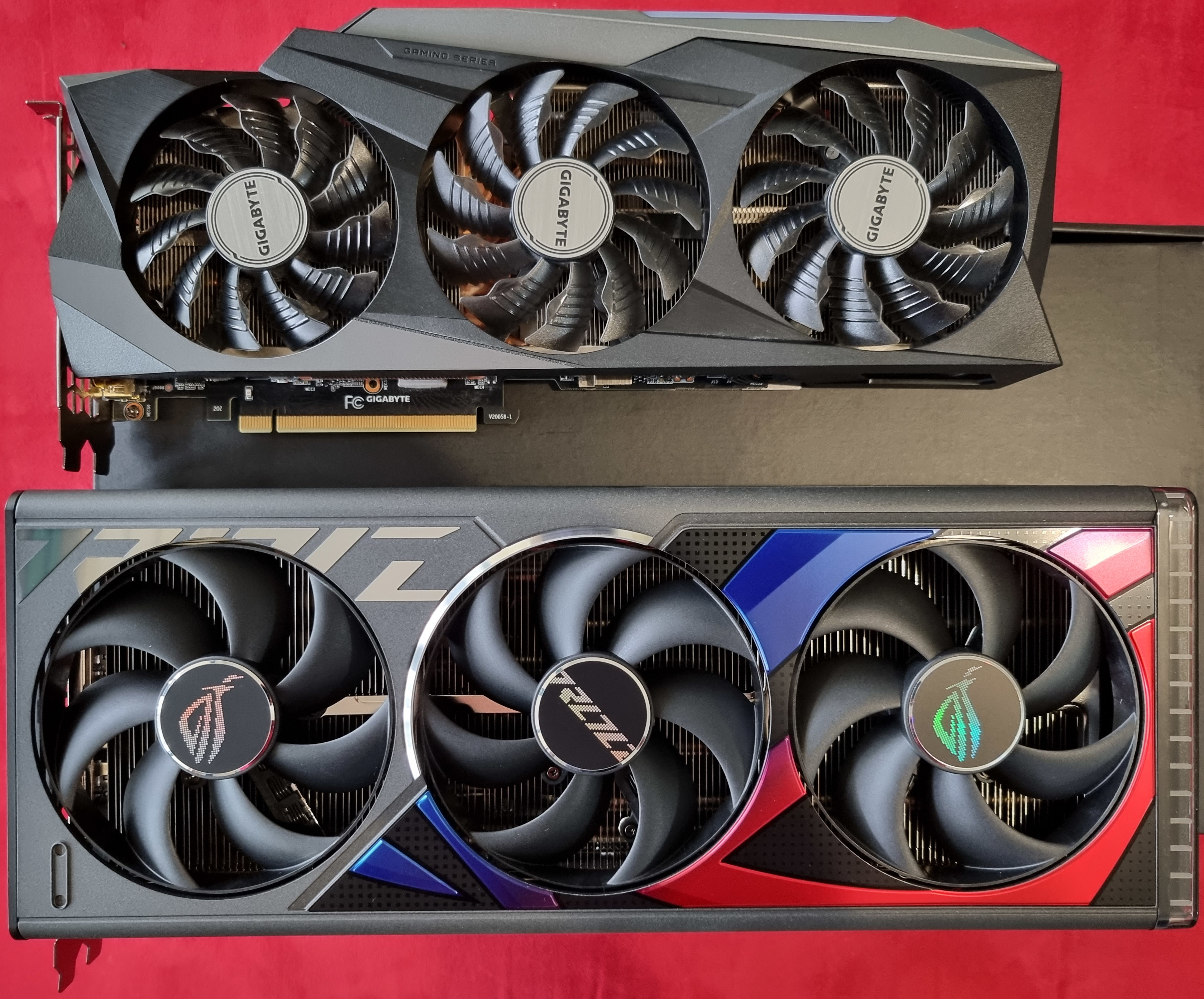
Una variante AIB del mercado de accesorios del RTX 4090 (Asus ROG Strix) en la parte inferior, junto a un RTX 3090 (Gigabyte Gaming OC) para comparar el tamaño

La serie GeForce 40 es una familia de unidades de procesamiento de gráficos desarrollada por Nvidia, sucediendo a la serie GeForce 30. La serie se anunció el 20 de septiembre de 2022 en el evento GPU Technology Conference (GTC) 2022; el RTX 4090 se lanzó el 12 de octubre de 2022,  el RTX 4080 de 16 GB se lanzó el 16 de noviembre de 2022 y el RTX 4070 Ti, originalmente anunciado como RTX 4080 de 12 GB, se lanzó el 5 de enero de 2023. con una serie de GPU móviles a seguir en febrero de 2023. Las tarjetas se basan en la arquitectura Ada Lovelace y cuentan con trazado de rayos acelerado por hardware (RTX) con núcleos RT de tercera generación y núcleos Tensor de cuarta generación de Nvidia.

## Detalles
Los aspectos arquitectónicos destacados de la arquitectura de Ada Lovelace incluyen lo siguiente:
- Capacidad de cómputo CUDA 8.9[4]
- TSMC 4N proceso (diseñado a medida para Nvidia)  – no debe confundirse con N4
- Tensor Cores de cuarta generación con FP8, FP16, bfloat16, TensorFloat-32 (TF32) y aceleración escasa
- Núcleos de trazado de rayos de tercera generación, junto con trazado de rayos, sombreado y cómputo simultáneos
- Reordenación de ejecución de sombreado: el desarrollador debe habilitarlo[5]
- Dual NVENC con codificación de hardware de función fija 8K 10 bits 60FPS AV1[6][7]
- Una nueva generación de acelerador de flujo óptico para ayudar a la generación de tramas intermedias basadas en IA de DLSS 3.0[8]
- Sin compatibilidad con NVLink[9]
- Conexiones de pantalla DisplayPort 1.4a y HDMI 2.1
- El rendimiento de precisión doble (FP64) de los chips Ada Lovelace es 1/64 del rendimiento de precisión simple (FP32).

## Productos

### Escritorio
- Todas las tarjetas cuentan con memoria de video Micron GDDR6X.

| Modelo                   | Lanzamiento             | Precio de lanzamiento MSRP (USD) | Nombre en clave | Transistores (mil millones) | Tamaño del chip (mm2) | Config. del núcleo    | Cantidad de SM | Caché L2 (MB) | Velocidad de reloj     | Velocidad de reloj | Tasa de relleno | Tasa de relleno  | Memoria     | Memoria               | Memoria             | Poder de procesamiento (TFLOPS) | Poder de procesamiento (TFLOPS) | Poder de procesamiento (TFLOPS) | Poder de procesamiento (TFLOPS) | TDP   |
| Modelo                   | Lanzamiento             | Precio de lanzamiento MSRP (USD) | Nombre en clave | Transistores (mil millones) | Tamaño del chip (mm2) | Config. del núcleo    | Cantidad de SM | Caché L2 (MB) | Reloj del núcleo (MHz) | Memoria (GB/s)     | Píxel (Gpx/s)   | Textura (Gtex/s) | Tamaño (GB) | Ancho de banda (GB/s) | Ancho del bus (bit) | Media precisión (turbo)         | Simple precisión (turbo)        | Doble precisión (turbo)         | Cómputo Tensor [disperso]       | TDP   |
| ------------------------ | ----------------------- | -------------------------------- | --------------- | --------------------------- | --------------------- | --------------------- | -------------- | ------------- | ---------------------- | ------------------ | --------------- | ---------------- | ----------- | --------------------- | ------------------- | ------------------------------- | ------------------------------- | ------------------------------- | ------------------------------- | ----- |
| GeForce RTX 4060         | Julio 2023              | $299                             | AD107-400       |                             | 146                   | 3072 96:32:24:96      | 24             | 24            | 1830 (2460)            | 17.0               | (78.72)         | (236.2)          | 8           | 272.0                 | 128                 | (15.11)                         | (15.11)                         | (236.2)                         |                                 | 115 W |
| GeForce RTX 4060 Ti      | 24 de mayo de 2023      | $399                             | AD106-350       | 22.9                        | 190                   | 4352 128:48:34:128    | 34             | 32            | 2310 (2540)            | 18.0               | (121.7)         | (324.5)          | 8           | 288.0                 | 128                 | (22.06)                         | (22.06)                         | (0.345)                         |                                 | 160 W |
| GeForce RTX 4060 Ti      | Julio 2023              | $499                             | AD106-351       | 22.9                        | 190                   | 4352 128:48:34:128    | 34             | 32            | 2310 (2540)            | 18.0               | (121.7)         | (324.5)          | 16          | 288.0                 | 128                 | (22.06)                         | (22.06)                         | (0.345)                         |                                 | 160 W |
| GeForce RTX 4070         | 13 de abril de 2023     | $599                             | AD104-250       | 35.8                        | 294.5                 | 5888 184:64:46:184    | 46             | 36            | 1920 (2475)            | 21.0               | 122.9 (158.4)   | 353.3 (455.4)    | 12          | 504                   | 192                 | 22.61 (29.15)                   | 22.61 (29.15)                   | 0.353 (0.455)                   | 116.8 [233.6]                   | 200 W |
| GeForce RTX 4070 Ti      | 5 de enero de 2023      | $799                             | AD104-400       | 35.8                        | 294.5                 | 7680 240:80:60:240    | 60             | 48            | 2310 (2610)            | 21.0               | 184.8 (208.8)   | 554.4 (626.4)    | 12          | 504                   | 192                 | 35.48 (40.09)                   | 35.48 (40.09)                   | 0.554 (0.626)                   | 160.4 [320.8]                   | 285 W |
| GeForce RTX 4080 (12 GB) | Cancelada               | $899                             | AD104-400       | 35.8                        | 294.5                 | 7680 240:80:60:240    | 60             | 48            | 2310 (2610)            | 21.0               | 184.8 (208.8)   | 554.4 (626.4)    | 12          | 504                   | 192                 | 35.48 (40.09)                   | 35.48 (40.09)                   | 0.554 (0.626)                   | 160.4 [320.8]                   | 285 W |
| GeForce RTX 4080         | 16 de noviembre de 2022 | $1,199                           | AD103-300       | 45,9                        | 378.6                 | 9728 304:112:76:304   | 76             | 64            | 2210 (2505)            | 22.4               | 247.5 (280.6)   | 671.8 (761.5)    | 16          | 716.8                 | 256                 | 42.99 (48.74)                   | 42.99 (48.74)                   | 0.672 (0.762)                   | 194.9 [389.8]                   | 320 W |
| GeForce RTX 4090         | 12 de octubre de 2022   | $1,599                           | AD102-300       | 76.3                        | 608.5                 | 16384 512:176:128:512 | 128            | 72            | 2230 (2520)            | 21.0               | 392.5 (443.5)   | 1141.8 (1290.2)  | 24          | 1008                  | 384                 | 73.07 (82.58)                   | 73.07 (82.58)                   | 1.142 (1.290)                   | 330.3 [660.6]                   | 450 W |

### Móvil
- Todos los modelos cuentan con memoria GDDR6.

| Modelo                  | Lanzamiento           | Nombre en clave  | Transistores (mil millones) | Tamaño del chip (mm2) | Config. del núcleo  | Cantidad de SM | Caché L2 (MB) | Velocidad de reloj     | Velocidad de reloj | Tasa de relleno | Tasa de relleno  | Memoria     | Memoria               | Memoria             | Poder de procesamiento (TFLOPS) | Poder de procesamiento (TFLOPS) | Poder de procesamiento (TFLOPS) | TDP   |
| Modelo                  | Lanzamiento           | Nombre en clave  | Transistores (mil millones) | Tamaño del chip (mm2) | Config. del núcleo  | Cantidad de SM | Caché L2 (MB) | Reloj del núcleo (MHz) | Memoria (GB/s)     | Píxel (Gpx/s)   | Textura (Gtex/s) | Tamaño (GB) | Ancho de banda (GB/s) | Ancho del bus (bit) | Media precisión (turbo)         | Simple precisión (turbo)        | Doble precisión (turbo)         | TDP   |
| ----------------------- | --------------------- | ---------------- | --------------------------- | --------------------- | ------------------- | -------------- | ------------- | ---------------------- | ------------------ | --------------- | ---------------- | ----------- | --------------------- | ------------------- | ------------------------------- | ------------------------------- | ------------------------------- | ----- |
| GeForce RTX 4050 Laptop | 22 de febrero de 2023 | AD107 (GN21-X2)  | ?                           | 146                   | 2560 80:32:20:80    | 20             | 12            | 1455 (1755)            | 16                 | 56.16           | 140.4            | 6           | 192                   | 96                  | 8.99                            | 8.99                            | 0.1404                          | 50 W  |
| GeForce RTX 4060 Laptop | 22 de febrero de 2023 | AD107 (GN21-X4)  | ?                           | 146                   | 3072 96:32:24:96    | 24             | 32            | 1545 (1890)            | 16                 | 60.48           | 181.4            | 8           | 256                   | 128                 | 11.61                           | 11.61                           | 0.1814                          | 115 W |
| GeForce RTX 4070 Laptop | 22 de febrero de 2023 | AD106 (GN21-X6)  | ?                           | 190                   | 4608 144:48:36:144  | 36             | 32            | 1395 (1695)            | 16                 | 81.36           | 244.1            | 8           | 256                   | 128                 | 15.62                           | 15.62                           | 0.2441                          | 115 W |
| GeForce RTX 4080 Laptop | 8 de febrero de 2023  | AD104 (GN21-X9)  | 35.8                        | 295                   | 7424 232:80:58:232  | 58             | 48            | 1290 (1665)            | 18                 | 133.2           | 386.3            | 12          | 432                   | 192                 | 24.72                           | 24.72                           | 0.3863                          | 110 W |
| GeForce RTX 4090 Laptop | 8 de febrero de 2023  | AD103 (GN21-X11) | 45.9                        | 379                   | 9728 304:112:76:304 | 76             | 64            | 1335 (1695)            | 18                 | 189.8           | 515.3            | 16          | 576                   | 256                 | 32.98                           | 32.98                           | 0.5153                          | 120 W |

## Controversias

### RTX 4080 12GB
Cuando se anunció el RTX 4080 de 12 GB, numerosos puntos de venta, destacados YouTubers, revisores y la comunidad criticaron a Nvidia por llamarlo RTX 4080 en lugar de RTX 4070, dadas las generaciones anteriores de GPU Nvidia y la gran brecha en especificaciones y rendimiento en comparación con la tarjeta de 16 GB. Los nombres RTX 4080 de 12 GB y RTX 4080 de 16 GB implicaban que la única diferencia entre los dos productos era la diferencia en la capacidad de VRAM. Sin embargo, a diferencia de otros casos del producto del mismo nombre con diferentes configuraciones de memoria que, por lo demás, tenían un rendimiento muy similar, la RTX 4080 de 12 GB usa un chip y una configuración completamente diferentes: entre otras diferencias, la 4080 de 12 GB, que usa el chip AD104, fue presentar un 27 % menos de núcleos CUDA, junto con un bus de memoria reducido de 192 bits, que en generaciones anteriores (p. ej. Serie GeForce 10, 20, 30) se había utilizado para las tarjetas de clase xx60. Esto hizo que la tarjeta fuera hasta un 30 % más lenta que la RTX 4080 de 16 GB en rendimiento bruto, mientras que su precio era significativamente más alto que el de las tarjetas xx70 anteriores ($900 frente a $500 para la RTX 3070, aproximadamente un 80 % más cara).
El 14 de octubre de 2022, Nvidia anunció que debido a la confusión causada por el esquema de nombres, "retiraría el lanzamiento", es decir, pospondría el lanzamiento de la RTX 4080 de 12 GB, y el lanzamiento de la RTX 4080 de 16 GB no se vería afectado.
El 3 de enero de 2023, Nvidia reintrodujo el 4080 de 12 GB como RTX 4070 Ti durante CES 2023 y redujo su precio en $100.

### Fallas del conector 12VHPWR

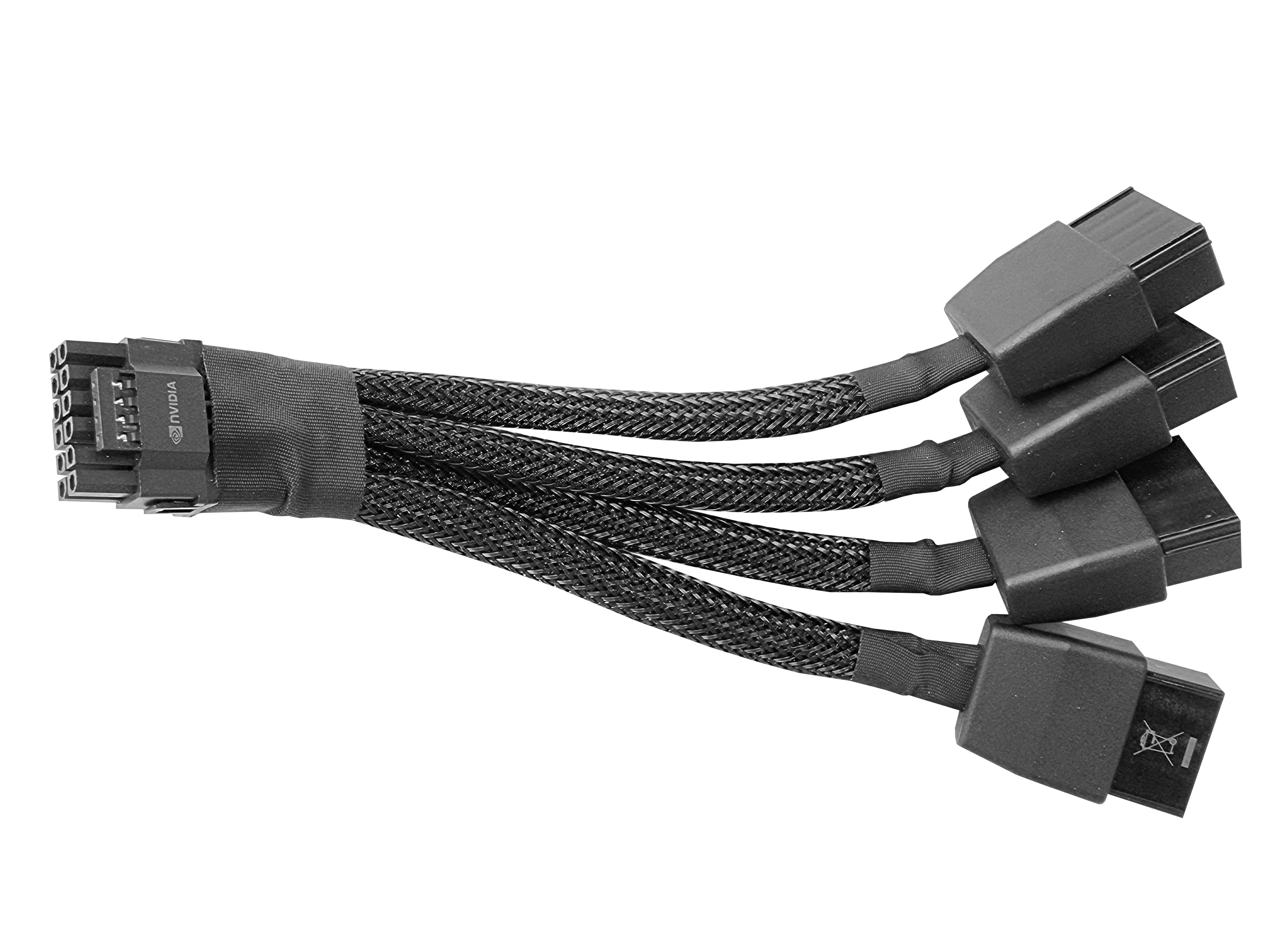
El adaptador Nvidia 12VHPWR suministrado con las tarjetas RTX 4090

Algunos compradores del RTX 4090 informaron que los conectores 12VHPWR, también conocidos como PCIe Gen 5 o 16 pines, de su RTX 4090 se estaban derritiendo, lo que provocó varias teorías para explicarlo. Después de la investigación, varias fuentes informaron que la causa principal fue que el conector 12VHPWR no estaba completamente enchufado mientras estaba bajo carga, lo que provocó el sobrecalentamiento de las clavijas del conector, lo que a su vez provocó el derretimiento de la carcasa de plástico.
PCI-SIG, la organización de estándares responsable de la creación del conector 12VHPWR ha decidido realizar cambios en las especificaciones del conector luego de las fallas recientes.
Se presentó una demanda colectiva contra Nvidia por la fusión de cables 12VHPWR que, según la demanda, es "un producto peligroso que no debería haberse vendido en su estado actual". El demandante que presentó la demanda afirma que Nvidia se enriqueció injustamente, violó la garantía del producto y cometió fraude y exige que Nvidia pague daños a los clientes afectados como compensación.
Luego de su propia investigación y prueba, Nvidia ofreció oficialmente una declaración sobre los conectores de fusión. Determinaron que los conectores que se derriten son una causa de error del usuario por no insertar correctamente el conector 12VHPWR, lo que provoca un contacto parcial. Han ofrecido un proceso de RMA acelerado para cualquier RTX 4090 afectado por la fusión de los conectores. PCI-SIG dijo más tarde en un comunicado que Nvidia y sus socios aún eran responsables de probar sus productos para tener en cuenta el error del usuario.

## Recepción

### RTX 4090
Tras su lanzamiento, el rendimiento de la RTX 4090 recibió elogios de los revisores y Tom's Hardware dijo que "ahora se encuentra entre las mejores tarjetas gráficas". Una revisión de PC Gamer le dio 83/100, calificándolo de "una gran introducción al tipo de rendimiento extremo que Ada puede ofrecer cuando se le da una correa larga". Tom Warren en una reseña para The Verge dijo que la RTX 4090 es "una bestia de tarjeta gráfica que marca una nueva era para los juegos de PC". Además del rendimiento de los juegos, la reseña de PCWorld destacó los beneficios del RTX 4090 para los creadores de contenido y los transmisores con su VRAM de 24 GB y la capacidad de codificación AV1 y fue positivo con respecto al funcionamiento silencioso y la capacidad de enfriamiento de Founders Edition.
Sin embargo, también recibió críticas por su propuesta de valor dado que comienza en $1,599. El análisis de TechSpot encontró que el valor del RTX 4090 a 1440p era peor que el del RTX 3090 Ti y que el RTX 4090 no tenía mucho sentido para 1440p, ya que estaba limitado por los cuellos de botella de la CPU. El consumo de energía fue otro punto de crítica para el RTX 4090. La RTX 4090 tiene un TDP de 450W frente a los 350W de su equivalente de última generación. Sin embargo, Jarred Walton de Tom's Hardware señaló que la RTX 4090 tiene el mismo TDP de 450 W que la RTX 3090 Ti y ofrece un rendimiento mucho mayor con ese consumo de energía.
Las variantes del mercado de accesorios AIB RTX 4090 recibieron críticas en particular por sus enormes tamaños de enfriadores, con algunos modelos con 4 ranuras PCIe de altura. Esto dificultó la instalación de un RTX 4090 en muchas carcasas de PC convencionales. El crítico de YouTube JayzTwoCents mostró que un modelo Asus ROG Strix RTX 4090 es comparable en tamaño a una consola PlayStation 5 completa. Otra comparación mostró la RTX 4090 Founders Edition de Nvidia junto a la Xbox Series X por tamaño. Se teorizó que una de las razones de los enfriadores masivos en algunos modelos es que el RTX 4090 se diseñó originalmente para tener un TDP de hasta 600 W antes de que se redujera a su TDP oficial de 450 W.

### RTX 4080
El RTX 4080 recibió críticas más mixtas en comparación con el RTX 4090. TechSpot le dio al RTX 4080 una puntuación de 80/100. Antony Leather de Forbes descubrió que la RTX 4080 funcionaba mejor que la RTX 3090 Ti. La eficiencia energética de la GPU se recibió positivamente, y Digital Trends descubrió que la GPU tenía un consumo de energía promedio de 271 W a pesar de su TDP nominal de 320 W.
El precio de $ 1199 del RTX 4080 recibió críticas por su aumento dramático con respecto al RTX 3080. En su reseña de RockPaperShotgun, James Archer escribió que la RTX 4080 "produce ganancias considerables en la RTX 3080, aunque no son exactamente proporcionales al aumento de precio". En otra crítica, RockPaperShotgun destacó que los modelos AIB pueden superar significativamente el precio base de la Edición Fundadores de $1199, creando más consideraciones de valor. El modelo Asus ROG Strix AIB que revisaron llegó a $ 1550, que es $ 50 menos que el RTX 4090 Founders Edition. Tom Warren de The Verge recomendó esperar para ver qué podría ofrecer AMD en cuanto a rendimiento y valor con sus GPU RDNA 3. El competidor directo de AMD, la Radeon RX 7900 XTX, tiene un precio de $999 en comparación con el precio de $1199 de la RTX 4080.
El RTX 4080 recibió críticas por reutilizar los enfriadores masivos de 4 ranuras del RTX 4090 que no son necesarios para enfriar el TDP de 320 W del RTX 4080. Un refrigerador más pequeño hubiera sido suficiente. El RTX 3080 y el RTX 3080 Ti con sus respectivos TDP de 320 W y 350 W mantuvieron refrigeradores de 2 ranuras, mientras que el RTX 4080 de 320 W tiene un refrigerador de 3 ranuras en Founders Edition y 4 ranuras en muchos modelos AIB.
Se informó que las ventas de RTX 4080 fueron débiles en comparación con el RTX 4090, que se había agotado durante su lanzamiento un mes antes. La crisis global del costo de vida y el aumento generacional de precios del RTX 4080 se han sugerido como factores que contribuyen a las bajas cifras de ventas.